# Giuliano Biagetti
Giuliano Biagetti (né à La Spezia le 12 avril 1925 et mort à Rome le 29 mars 1998) est un réalisateur et scénariste italien.

## Biographie
Né à La Spezia, dans une famille originaire de Pise, Giuliano Biagetti étudie la médecine à l'université de Pise. Pendant ce temps, il fonde la compagnie de théâtre « La Compagnie des médecins », pour laquelle il écrit plusieurs pièces de genre comiques et grotesque. Au début des années cinquante il s'installe à Rome et devient assistant entre autres de Joseph Losey, Giorgio Ferroni, Giacomo Gentilomo et Roberto Rossellini, qui a produit et écrit le début de long-métrage de Biagetti, le mélodrame Rivalità. Après une seconde production au résultat décevant Biagetti se consacre à la production et réalisation de films publicitaires. En 1968 il revient au cinéma  et réalise deux films centrés sur la politique et l'engagement social puis, à partir de 1972, il se concentre sur les films de genre et la comédie. Il est parfois crédité sous le nom de scène de Pier Giorgio Ferretti.

## Filmographie
- 1953 : Rivalità
- 1956 : Ragazze al mare
- 1968 : La Contestation (L'età del malessere)
- 1969 : Les Allumeuses (Interrabang)
- 1972 : Les Nouveaux Contes immoraux (Decameroticus) (sous le nom de « Pier Giorgio Ferretti »)
- 1973 : Encore une fois avant de se quitter (Ancora una volta prima di lasciarci)
- 1973 : Il sergente Rompiglioni (it) (sous le nom de « Pier Giorgio Ferretti »)
- 1974 : La svergognata
- 1975 : La novice se dévoile (La novizia) (sous le nom de « Pier Giorgio Ferretti »)
- 1976 : Donna... cosa si fa per te (it)
- 1977 : L'appuntamento
- 1987 : Vado a riprendermi il gatto (it)
- 1994 : Sì!... ma vogliamo un maschio (it)